# Antechinus
Antechinus Macleay, 1841 (ant + echinus, «[dall'aspetto] simile a un riccio», per via del mantello ispido) è un genere di marsupiali della famiglia dei Dasiuridi originario di Australia, Tasmania e altre isole minori.

## Descrizione
Gli antechini hanno una lunghezza testa-corpo di 7,5-17,5 cm e una coda di 6,5-15,5 cm. In ogni specie i maschi hanno generalmente dimensioni maggiori delle femmine. In A. swainsonii, una specie di medie dimensioni, i maschi pesano 48-90 g e le femmine 31-55 g. Nel più piccolo A. minimus i primi pesano 30-57 g e le seconde 24-52 g. Il peso medio di A. stuartii, invece, è di 35,2 g nei maschi e 26,4 g nelle femmine. Il mantello è breve, folto e piuttosto ispido. La colorazione delle regioni superiori varia dal fulvo-rosato chiaro al grigio e al bruno-rame; quelle inferiori sono color camoscio, color crema o biancastre. La coda, generalmente dello stesso colore del dorso, è quasi sempre ricoperta da peli di breve lunghezza. Tutti gli antechini hanno piedi corti e larghi. L'alluce è presente, ma è piccolo e privo di unghia. Le piante presentano cuscinetti striati trasversali. Il numero delle mammelle varia a seconda delle specie.

## Biologia

### Comportamento
Gli antechini sono creature sfuggenti, attive e notturne, caratterizzate da rapidi movimenti. Costruiscono nidi nelle cavità degli alberi e nei crepacci o sfruttano nidi di uccelli abbandonati.

### Alimentazione
La dieta consiste prevalentemente di invertebrati, ma anche di piccoli vertebrati, compresi i topi domestici introdotti dall'uomo.

### Riproduzione
Tutte le specie di Antechinus, tranne A. swainsonii, sono semelpare (almeno i maschi, ma spesso anche le femmine), cioè hanno un ciclo vitale talmente breve che si riproducono un'unica volta nella vita. Vivono 11 mesi, di cui i primi 10 li passano a nutrirsi e l'undicesimo ad accoppiarsi. L'accoppiamento avviene al termine dell'estate (generalmente agosto-settembre), quando le risorse alimentari sono più scarse. I maschi possono arrivare a copulare fino a 12 ore al giorno, al fine di assicurarsi il successo riproduttivo. In tal modo deprivano il loro corpo di proteine vitali e inoltre sopprimono il sistema immunitario, sì da liberare energia metabolica supplementare. Così facendo barattano la possibilità di una sopravvivenza a lungo termine per un successo riproduttivo a breve termine, e in seguito alla stagione degli amori sono così esausti fisiologicamente da morire letteralmente di stenti. La riproduzione è intensamente competitiva. I maschi producono grandi quantità di testosterone e si accoppiano ripetutamente (fino a dodici ore in alcune specie).
La femmina può immagazzinare lo sperma anche per tre giorni in apposite cripte poste nelle ovaie e non ovulano fino al termine della stagione riproduttiva. Molte cucciolate hanno paternità multipla (ossia più padri contribuiscono ad un'unica cucciolata). Le femmine possono vivere fino a 2-3 anni, ma solo raramente, perché in genere muoiono dopo lo svezzamento della prima cucciolata. Le dimensioni della nidiata dipendono dal numero di capezzoli nel marsupio, che variano da un minimo di 4 a 10 in alcune popolazioni, sebbene il loro numero solito sia di 8. Attualmente non sappiamo perché il numero di capezzoli sia così variabile. Tuttavia, è probabile che in ambienti poveri di cibo la selezione abbia favorito un numero minore di mammelle cosicché vi sia un maggior investimento parentale nell'allevamento dei piccoli.
Alla nascita gli antechini possono pesare anche 4 g e sono quindi tra i più piccoli cuccioli australiani.

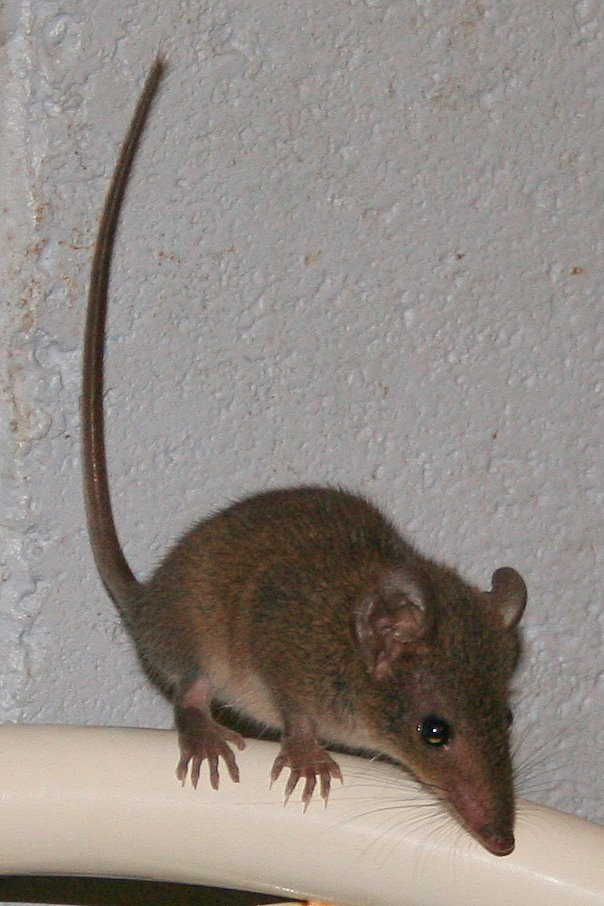
Antechino bruno.

## Distribuzione e habitat
Tutti gli antechini vivono esclusivamente in Australia e Tasmania. A. swainsonii popola le foreste pluviali; A. stuartii e A. flavipes popolano una vasta gamma di ambienti boschivi, ovunque vi sia una copertura adeguata; A. bellus vive nelle savane e A. minimus popola regioni erbose sul continente australiano, mentre in Tasmania è presente unicamente in zone umide.

## Tassonomia
Il genere Antechinus comprende 10 specie:
- Antechinus adustus (Thomas, 1923) - antechino rugginoso (Queensland);
- Antechinus agilis Dickman, Parnaby, Crowther e King, 1998 - antechino agile (Victoria e Nuovo Galles del Sud meridionale);
- Antechinus bellus (Thomas, 1904) - antechino fulvo (Territorio del Nord);
- Antechinus flavipes (Waterhouse, 1838) - antechino dai piedi gialli (Australia orientale e meridionale);
- Antechinus godmani (Thomas, 1923) - antechino di Atherton (Queensland nord-orientale);
- Antechinus leo Van Dyck, 1980 - antechino cannella (penisola di Capo York);
- Antechinus minimus (É. Geoffroy, 1803) - antechino di palude (coste dell'Australia sud-orientale, Tasmania e isole dello stretto di Bass);
- Antechinus stuartii Macleay, 1841 - antechino bruno (Victoria, Nuovo Galles del Sud orientale e Queensland);
- Antechinus subtropicus Van Dyck e Crowther, 2000 - antechino subtropicale (Queensland sud-orientale);
- Antechinus swainsonii (Waterhouse, 1840) - antechino scuro (Australia sud-orientale e Tasmania).